# Калдыкораев, Джумагали
Джумагали Калдыкораев, в Указе о награждении — Жумагали Калдыкраев (1922—1944) — участник Великой Отечественной войны, помощник наводчика противотанкового ружья (ПТР) 7-го гвардейского истребительно-противотанкового дивизиона 7-го гвардейского кавалерийского корпуса 61-й армии Центрального фронта, гвардии красноармеец. Герой Советского Союза (1944).

## Биография
Родился 28 марта 1922 года в ауле Иван-Яб, ныне Ходжейлийского района Каракалпакстана (Узбекистан), в семье крестьянина. Каракалпак.
Образование неполное среднее. С 1937 года жил и работал в колхозе имени Кирова Калининского район Ташаузской области Туркменской ССР. Окончил курсы, работал трактористом.
Весной 1941 года был призван в Красную Армию Калининским РВК Ташаузской области. Участник Великой Отечественной войны с 1941 года.
Особо отличился в боях при форсировании реки Днепр и удержании плацдарма на правом берегу. В ночь на 27 сентября 1943 года красноармеец Калдыкараев в составе трёх расчётов ПТР одним из первых переправился на правый берег Днепра в 20 км севернее села Комарин (ныне поселок Брагинского района Гомельской области). Захватив участок вражеских траншей, воины удерживали его, обеспечивая форсирование реки ротой.
За этот бой в октябре 1943 года был представлен к присвоению звания Герой Советского Союза. Но заслуженную награду Калдыкораев получить не успел. 26 января 1944 года в бою в районе города Мозырь (Гомельская область Белоруссии) красноармеец Калдыкараев погиб. Похоронен в городе Мозырь.

## Награды
- Указом Президиума Верховного Совета СССР от 15 января 1944 года за «образцовое выполнение боевых заданий командования на фронте борьбы с немецкими захватчиками и проявленные при этом отвагу и геройство» гвардии красноармейцу Калдыкараеву Жумагали присвоено звание Героя Советского Союза[1][2].
- Награждён орденом Ленина и медалями.

## Память
- Именем Героя названы школы в городе Ходжейли и в колхозе имени Кирова.
- Именем Героя названа школа в городе Бейнеу (Казахстан)[4].
- Именем Героя названа улица в городе Мозырь.